# Allocosa morelosiana
Allocosa morelosiana là một loài nhện trong họ wolfspinnen (Lycosidae).
Loài này thuộc chi Allocosa. Allocosa morelosiana được Willis J. Gertsch & Michael Davis miêu tả năm 1940.